# Subternija
Subternija je prema radnji zastupljenoj u animiranoj seriji He-Man i Gospodari svemira u izvedbi Mike Young Productionsa koja je dio multimedijalne franšize Gospodari svemira, podzemni svijet ispod površine planeta Eternije koji se sastoji od niza špilja i podzemnih prostora, a naseljavaju ga vrste Špiljari, koji su prikazani u obliku antropomorfnih šišmiša te Caligari, čiji je otpali i odbaćeni primjerak Skeletorov zli ratnik Whiplash. Skeletor je pokušao iskoristiti podzemlje Subternije kako bi napao dvorac Siva Lubanja od ispod njegove površine. Nakon Čarolije Razdvajanja dijelovi Subternije su pretrpjeli veliku štetu.
Među zanimljivim mjestima u podzemlju Subternije je Hram Zmija, drevno religijsko središte Ljudi zmija u kojem se nalazi Zmijski amulet, stoljećima sakriven.
U animiranoj seriji Gospodari svemira: Otkriće (2021.), Subternija je zemlja mrtvih, eternijanska verzija pakla kojom vlada strašni Scare Glow, koji je u toj seriji, kao i u drugim medijima, poput mini stripova prikazan kao Skeletorov poslušnik.